# Isfossen
Der Isfossen (norwegisch für Eisfall) ist ein Gletscherbruch im ostantarktischen Königin-Maud-Land. In der Kirwanveggen liegt er auf der Nordostseite der Neumayersteilwand.
Wissenschaftler des Norwegischen Polarinstituts benannten ihn 1961.